# شين غولد
شين غولد (Shane Gould) هي لاعبة أولمبية لرياضة السباحة من أستراليا. شاركت في الأولمبياد الصيفي في 1972، وفازت بما مجموعه 5 ميداليات.

## الميداليات
| ذهب | فضة | برونز | المجموع |
| 3   | 1   | 1     | 5       |

## روابط خارجية
- شين غولد على موقع IMDb (الإنجليزية)
- شين غولد على موقع الموسوعة البريطانية (الإنجليزية)
- شين غولد على موقع إن إن دي بي (الإنجليزية)
- شين غولد على موقع الاتحاد الدولي للسباحة (الإنجليزية)
- شين غولد على موقع قاعة مشاهير السباحة العالمية (الإنجليزية)
- شين غولد على موقع اللجنة الأولمبية الدولية (الإنجليزية)
- شين غولد على موقع أوليمبيديا (الإنجليزية)
- شين غولد على موقع اللجنة الأولمبية الأسترالية (الإنجليزية)
- شين غولد على موقع قاعة أستراليا للمشاهير الرياضية (الإنجليزية)